# Szabados Jenő
Szabados Jenő (Vecsés, 1911. június 13. – Sztorozsevoje, Oroszország, 1942. augusztus 8.) festő-, pasztell- és grafikus művész, a második világháború hősi halottja.

## Családja
Édesapja, Szabados Pál katona, koronaőr, majd tisztviselő volt. Apjának első felesége, Palkó Anna gyermekágyi lázban fiatalon elhunyt, két gyerek maradt félárván utána. Apja második felesége, Körmös Mária több gyermeket szült, közülük kettő érte meg a felnőttkort. A testvérek között ő volt a legfiatalabb. Nővére, Izabella tanítónő és apáca lett. Egyik bátyja, Pál repülős őrnagy. Másik bátyja, Imre ferences szerzetes. 

## Munkássága

### Tanulmányai
A család 1909-ben Budapestről Vecsésre költözött. Az elemi iskolát 1917-től itt, középiskolai tanulmányait 1922-től a budapesti V. Kerületi Állami Bolyai János Reáliskolában végezte. Bár nem volt színjeles tanuló, szorgalmával és rajztehetségével hamar kitűnt. Kedvelte az ábrázoló geometriát, a ceruza- és szénrajzot, az akvarellfestést. Közben hegedülni tanult, tagja volt az önképzőkörnek, mely az iskolai ünnepségeket rendezte, s rajongott Adyért és Dsida Jenőért. A szintén korán elhunyt Dsida születésnapjáról felnőttként, 1938-ban is megemlékezett a naplójában.
1930 nyarán megnyerte a 8. Országos Középiskolai Rajzverseny I. díját, majd felvételizett a Képzőművészeti Főiskolára. Vizsgája jól sikerült, de ajánlás híján nem vették fel. Közben a vecsési telepi iskolában megrendezte első önálló kiállítását, majd ősszel megkezdte Szőnyi István magániskolájában egyéves tanulmányait.
A következő évben a második felvételije már jól sikerült a Képzőművészeti Főiskolán Szőnyi ajánlásával. 1931 szeptemberében megkezdte tanulmányait Réti István osztályában. 1935-36 folyamán tanársegédi megbízást kapott Réti mellett.
1932 nyarán alkotótáborban járt Szentendrén és Nagybányán a művésztelepen, illetve 1933 és 1935 között Benkhard Ágoston vezetésével háromszor Miskolcon. A táborozás alatt Kisfaludi Strobl Zsigmondnál mintázást, Nagy Sándornál freskófestészetet tanult. Főbb témái a portrék, valamint Vecsés, Szentendre, Miskolc, Gönc és Nagybánya utcái, utcarészletei, továbbá a településeket övező táj és természet voltak.
1935-ben nyolcnapos bécsi tanulmányútra indult antik szobrokat és reneszánsz mestereket tanulmányozni. Ugyanebben az évben társaival elkészítette a gönci római katolikus templom freskóit. Szent Imrét festette meg, ahogy a veszprémi templomban önfelajánlást tesz Szűz Mária szobra előtt.
1936-ban megszerezte tanári oklevelét, de 1937 júniusáig továbbképzős művésznövendékként a Főiskola hallgatója maradt.

### Pályája
1936 elején és közepén behívták tartalékos katonának. A hadseregben tapasztalt durvaság megrázta. A két szolgálat között szerezte meg tanári oklevelét. Főiskolai szakdolgozatában ikonográfiai kérdéseket vizsgált, és hogy mi a színek szerepe az indiai, kínai és japán művészetben. Munkájához német, francia és angol nyelvű forrásokat használt.
1937-ben a Képzőművészeti Főiskola jubileumi kiállításán tucatnyi festményt és 8 grafikát állított ki. Vonatban c. művével 600 pengős díjat nyert Budapesttől, a fővárostól, valamint Rómába magyar állami ösztöndíjat. Közben 50 pengős díjban részesült az Oberbauer Egyházművészeti alapnál is egy kehelytervéért.
1937. október és november havában müncheni és párizsi tanulmányúton vett részt. Olaszországban 1937 novemberétől 1938 júliusáig nyolc hónapot töltött. A Római Magyar Akadémián Gerevich Tibor kurátortól kapott támogatást abban a reményben, hogy hozzá tud járulni új magyaros stílus kifejlesztéséhez, amit római iskolának neveztek. Rómából számos helyre (Assisi, Firenze, Bologna, Siena, Orvieto, Nápoly, Nemi-tó, Frascati) ellátogatott, élményeit naplójában rögzítette. Koncertekre is eljárt. Leginkább Gerő Lászlóval és Kerényi Jenővel voltak közös programjai. A tanulmányút végén 15 festményt állított ki a Collegium Hungaricumban, köztük az egyik fő művének tartott önarcképét. A magyar állam vásárolt tőle, így későbbi megélhetése egy időre biztosítva volt.
1938 második felében ismét behívták és részt vett a Felvidék déli részének visszafoglalásában, ami a bécsi döntés szerint zajlott. 
1939-ben kiállított a 8 festő és 8 szobrász c. tárlaton a Nemzeti Szalonban. A nyár második felében élete legtermékenyebb két hónapját töltötte el Tihanyban és a Balatonnál. Év végén katonai továbbképzésre újra behívták.
1940 júniusában ismét be kellett vonulnia, az erdélyi bevonulásban vett részt. Ugyanebben az évben felajánlották neki a pannonhalmi bencés olasz gimnázium rajz- és matematikatanári állását. Az ajánlatot csak apja halála után, 1941 szeptemberében fogadta el, akkor, amikor tudatosodott benne, hogy pusztán a festészetből nem tud megélni és özvegy anyját segíteni. A tanításba lelkesedéssel fogott. Új tantervet készített és kitűzött célja volt, hogy megszerettesse, megértesse a művészetet a gyerekekkel. Az év végén a Műcsarnok Nemzeti kiállításán szerepelt.
1941 tavaszán ismét katonáskodott, három hónapon át a Délvidék visszacsatolásában vett részt. Az év végén beválogatták műveit a Képzőművészek Új Társasága (KÚT) kiállítására.
1942 elején részt vett a Nemzeti Szalon „1942” kiállításán. Márciusban besorozták és áprilisban – amikor az Ernst Múzeumban épp csoportos kiállításon vett részt – a szovjet frontra vezényelték. Századírnokként dolgozott. Voronyezs közelében tűzharcban esett el, haslövést kapott. Novo Uszpenka temetőjében hantolták el, ma Rudkinóban, a központi temetőben nyugszik.
A külföldiek közül Cézanne és Van Gogh munkáját nagyra tartotta. Franz Marc, Kandinszkij, a futuristák és kubisták azonban nem hatottak rá. A Grasham-körhöz tartozó Berény Róbert, Bernáth Aurél, Egry József, Szobotka Imre dicséretére büszke volt. A festés és rajzolás mellett ex-libris terveket és üvegablak terveket is készített.
Az 1949-es rendszerváltás után elhallgatták, se festői, sem katonai érdemeiről nem esett szó. Pogány Ö. Gábor, a Nemzeti Galéria főigazgatója azonban 1967-ben emlékkiállítást rendezett a tiszteletére a vecsési művelődési otthonban, melynek megnyitóján emlékbeszédet mondott.

### Korszakai
- Első vecsési korszak (1938. július – 1939. augusztus)
- Második vecsési korszak (1938. október – 1941. augusztus)
- Balatoni korszak (1939. augusztus-szeptember)

### Kiállítások
- Vecsési József Attila Művelődési Ház (2011. szeptember 23. – október 2.)
- Vecsési Művelődési Otthon (1967)
- Fővárosi Képtár (1949)
- Fővárosi Képtár, Nemzeti Szalon (1944)
- Műcsarnok (1942. június 6-22.)
- Ernst Múzeum (1942. április 11-19.)
- Nemzeti Szalon Művészeti Egyesület (1942. január 11-25.)
- Nemzeti Szalon KÚT kiállítása (1941. november 30. – december 14.)
- Nemzeti Szalon csoportos kiállítás (1941. április 6-20.)
- Műcsarnok Nemzeti Kiállítása (1940. december 15.)
- Nemzeti Szalon csoportos kiállítás (1940. április 21. – május 5.)
- Székesfővárosi Képtár 1937-38. évi új szerzeményi kiállítása (1939. május 28. – június 4.)
- Nemzeti Szalon csoportos kiállítás (1939. február 12-26.)
- Képzőművészeti Főiskola jubileumi kiállítása (1937. május)
- Vecsési telepi iskola (1931. július)

### Díjak, elismerések
- Balatoni ösztöndíj (1939)
- Székesfőváros 600 pengős díja (1937)
- Állami római ösztöndíj (1937)
- Oberbauer Egyházművészeti alap pénzdíja (1937)
- Dicséret a Székely Bertalan pályázaton (1937)

## Értékelések
Fábri Zoltán filmrendező „tündöklő talentumnak” nevezte egy interjújában. Iván Szilárd Munkácsy-díjas festőművész megemlékezésében azt írta róla, hogy „vele a magyar művészet, legígéretesebb tehetségét vesztette el”. Kopp Jenő művészettörténész, a Fővárosi Képtár megteremtője és igazgatója pedig azt, hogy „festészetünk egyik legnagyobb, legtöbbet ígérő tehetsége tűnt le vele kultúránk horizontjáról”.